# زي كارلوس (لاعب كرة قدم مواليد 1983)
خوسيه كارلوس فيريرا فيليو (بالبرتغالية: José Carlos Ferreira Filho) (24 أبريل 1983 في ماسايو في البرازيل – )؛ هو لاعب كرة قدم برازيلي كوري جنوبي سابق، كان يلعب كمهاجم.

## وصلات خارجية
- خوسيه كارلوس فيريرا فيليو على موقع الاتحاد الدولي (مؤرشف)  (الإنجليزية)
- خوسيه كارلوس فيريرا فيليو على موقع رابطة كرة القدم اليابانية للمحترفين (اليابانية)
- خوسيه كارلوس فيريرا فيليو على موقع دوري كوريا الجنوبية (الإنجليزية)
- خوسيه كارلوس فيريرا فيليو على موقع قاعدة بيانات كرة القدم.إي يو (الإنجليزية)
- خوسيه كارلوس فيريرا فيليو على موقع Soccerway.com (الإنجليزية)
- خوسيه كارلوس فيريرا فيليو على موقع عالم كرة القدم.نت (الإنجليزية)